# Bergputzer

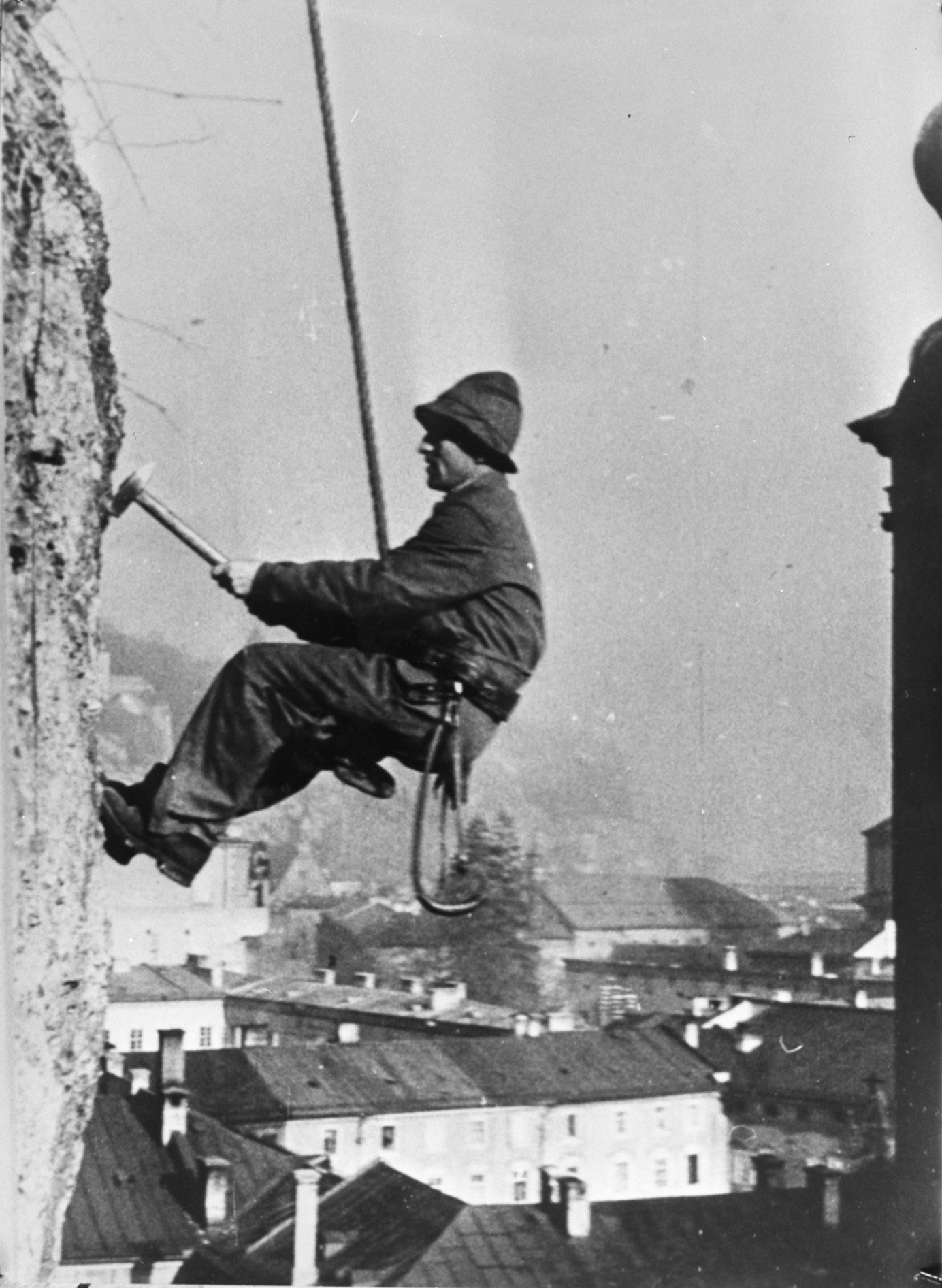
Bergputzer 1973 am Mönchsberg

Die Bergputzer sind eine kleine Berufsgruppe, die die Felswände der Hausberge Salzburgs nach lockerem Gestein und anderen Gefahren absucht und säubert.

## Der Felssturz von 1669

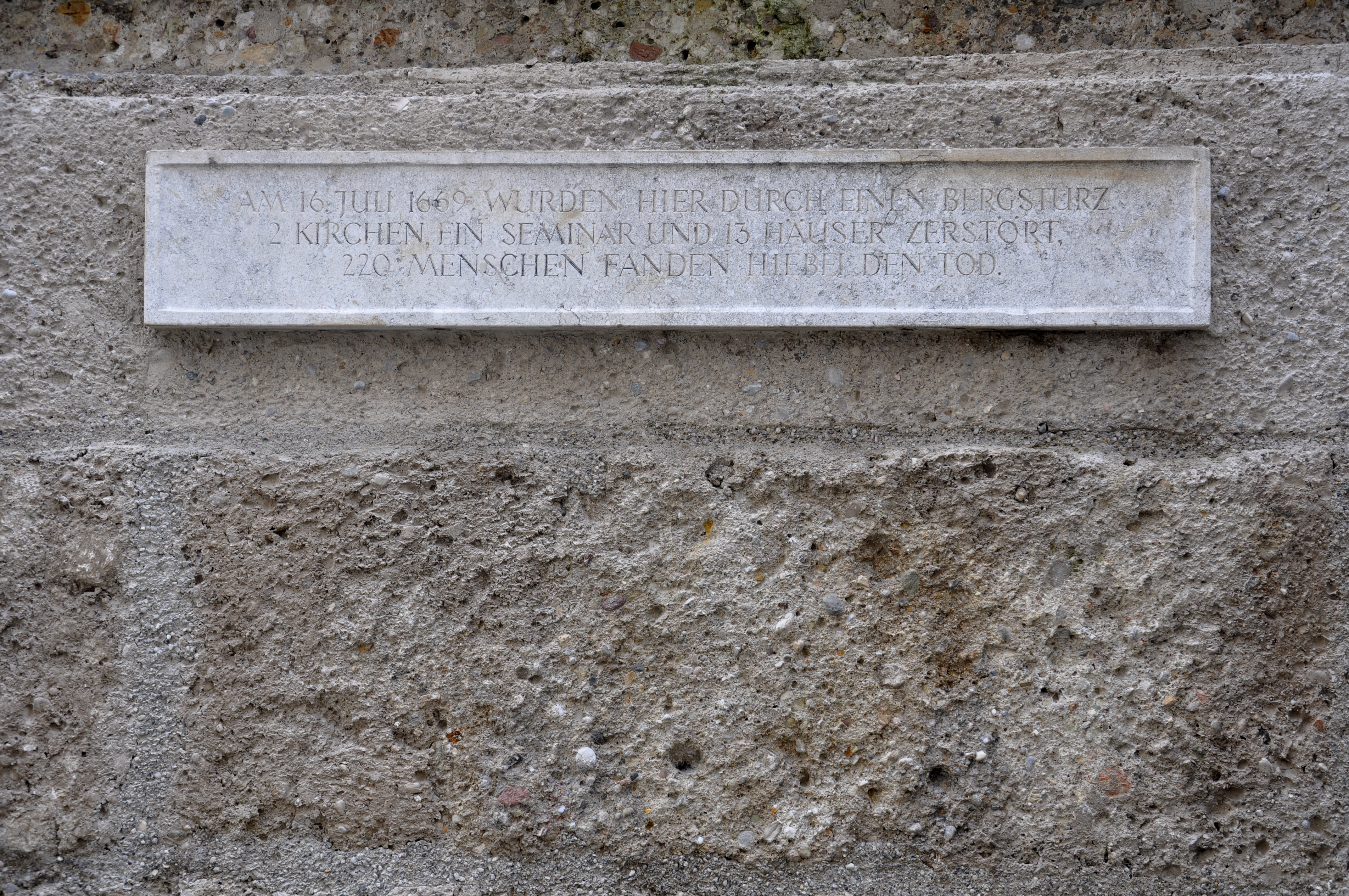
Erinnerungstafel an den Bergsturz von 1669 an der Markuskirche in Salzburg

Am 16. Juli 1669 lösten sich bei der schwersten Felssturz-Katastrophe zwischen 2 und 3 Uhr morgens riesige Felsmassen vom Mönchsberg und zerstörten die Markuskirche, das Seminarium Alumnorum, die Lieb-Frauen-Kapelle und 13 Häuser „in der Gstätten“ (Gstättengasse nächst der heutigen Ursulinenkirche) samt der auf dem Berg aufgesetzten Stadtmauer. Dabei kamen 230 Menschen ums Leben. Viele dieser Toten waren Salzburger, die bei der Bergung von Verletzten und Toten helfen wollten, aber dabei von einem nachfolgenden kleineren Felssturz erschlagen wurden. Alle Toten wurden im heute aufgelassenen Bürgerspitalsfriedhof nächst der Bürgerspitalskirche beerdigt. Als Ursache dieses Unglücks gilt die unkoordinierte Aushöhlung des Bergfußes durch ein dichtes System von in den Berg gehauenen Kellern und Gewölben. Angeblich war nach dem Bergsturz der Schuttberg so hoch, dass man fast bis auf den Plateauberg hinauf gelangen konnte. Die Stadt brauchte zehn Jahre, um den riesigen Schuttberg ganz zu entfernen.

## Die Anfänge der Bergputzer
Schon vor dem Jahr 1669 wurde der Fels, wie Urkunden belegen, im gemeinsamen Auftrag der Bürgerschaft fallweise von Bergputzern gesäubert. 1574 wurde der Berg erstmals von verbliebenem Lockergestein befreit (die ersten urkundlich erwähnten Bergputzer). Nach 1699 fanden diese Überprüfungen im mehrjährigen Abstand, aber fallweise auch öfter statt. Seit 1778, als im Lungau durch einen verheerenden Felssturz ein halbes Dorf begraben wurde, werden aber jedes Jahr (vor allem nach der Schneeschmelze) Männer an Seilen heruntergelassen, um systematisch die Felsen des Mönchs-, Kapuziner- und Festungsberges auf Lockergestein zu prüfen. 1779 konnte dabei über der Linzergasse ein 200 Zentner schwerer Stein sicher zu Fall gebracht werden. Der Aufwand der Arbeiten war jeweils recht unterschiedlich. Besonders umfangreiche Felsputzarbeiten in der Gstätten sind etwa aus dem Jahr 1886 bekannt, die damals 1569 Gulden kosteten. Als Bergputzer bediente man sich in der Geschichte oft der als sehr kundig geltenden Halleiner Bergknappen.
Die Felsputzarbeiten wurden seit 1778 im Auftrag der „Hohen Salzburger Landschaft“ ausgeführt. Nach der Säkularisation des Erzbistums im Jahr 1816 wurden sie dann vom k.k. „Kameral-Ärar“ übernommen, wobei jeweils ein Drittel der Kosten von der Stadtgemeinde beglichen wurde. Seit 1919 ist der Magistrat Salzburg allein für die Aufgabe des Felsputzens zuständig.

## Die Bergputzer heute

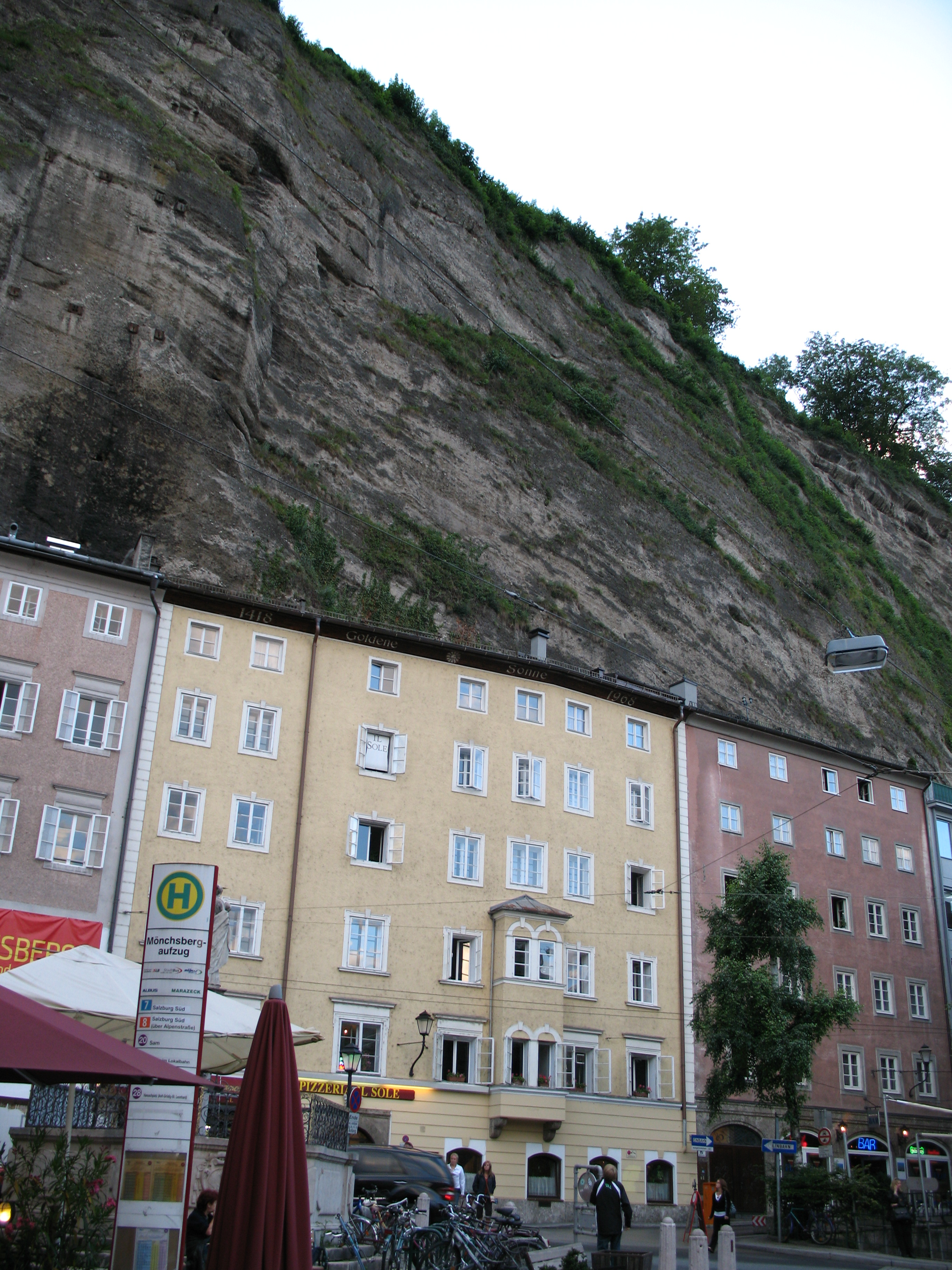
Felswand des Mönchsberg, unmittelbar angrenzend an Häuserzeile

Jedes Jahr müssen durch die Bergputzer circa 300.000 m² Fels überprüft werden. Eine aufwändige Arbeit ist auch das Beseitigen von Wurzeln junger Bäumchen bzw. der regelmäßige radikale Rückschnitt der Büsche und Bäume in den Felswänden, damit der Wurzeldruck der Pflanzen nicht zur Vergrößerung von Spalten und Klüften führen kann. Zudem wird so das einzigartige Stadtbild erhalten.
Die Stadtgemeinde Salzburg hat abseits der Arbeiten des Felsputzens die Aufgabe, zur Sicherung des Siedlungsraumes unterhalb der Stadtberge alle Steinfangeinrichtungen instand zu halten und alle geotechnisch notwendigen Messungen am Mönchsberg, Rainberg, Kapuzinerberg, Festungsberg sowie am Hellbrunner Berg (vor allem im Raum des Steintheaters) vorzunehmen. Auch an diesen Arbeiten wirken teilweise die Bergputzer mit. In seltenen Fällen müssen auch Felsanker zur Sicherung der Felsabbrüche angebracht werden.
2018 erfolgte eine Sanierung der Stadtmauer am Mönchsberg durch Bergputzer und Mitarbeiter einer Spezialfirma. Am Fernsehfilm Die Toten von Salzburg – Zeugenmord (2018) waren Bergputzer als Komparsen sowie bei den Drehvorbereitungen für die Kameras und bei den Sicherungsarbeiten an Originalschauplätzen unterhalb der Festung beteiligt.
Am 23. Januar 2021 um 6 Uhr früh löste sich nach Regenfällen eine Gesteinsplatte vom Kapuzinerberg. Ca. 60 Tonnen Gestein schlugen in den Lesesaal des Stadtarchivs ein. Die Unglücksstelle wurde von Einsatzkräften der Polizei, der Berufsfeuerwehr, vom Landesgeologen und von Bergputzern begutachtet und abgesichert.